# Чжу Жисинь, Пётр
Петр Чжу Жисинь (кит.  朱日新 伯鐸, 1881 г.,Чжуцзяхэ, провинция Хэбэй, Китай — 20.07.1900 г., Лоуцзячжуан, провинция Хэбэй, Китай) — святой Римско-Католической Церкви, мученик.

## Биография
Петр Чжу Жисинь родился в 1881 году в деревне Чжуцзяхэ, большинство жителей которой были католиками. Во время Ихэтуаньского восстания 1899—1900 гг. в Китае жестоко преследовались христиане. 19 июля 1900 года повстанцы напали на деревню и подожгли церковь, в которой укрылись многие верующие. Многие люди прыгали из окон храма и выбегали из церкви, но были пойманы повстанцами и убиты ножами. Когда церковь полностью сгорела, в руках у повстанцев оказалось более пятидесяти человек. Лидер повстанцев предложил оставшимся в живых отречься от христианства. Отказались все, кроме двух человек, среди которых был Петр Чжу Жисинь, который был казнен на следующий день за верность христианству.
Петр Чжу Жисинь был беатифицирован 17 апреля 1955 года Римским Папой Пием XII и канонизирован 1 октября 2000 года Римским Папой Иоанном Павлом II вместе с группой 120 китайских мучеников.
День памяти в Католической Церкви — 9 июля.

## Источник
- George G. Christian OP, Augustine Zhao Rong and Companions, Martyrs of China, 2005, стр. 94